# Sony Mobile
 (транскр.  Сони мобајл комјуникејшон), раније позната као Sony Ericsson, мултинационална је компанија коју су 1987. основале јапанска компанија за производњу кућне електронике Sony и шведска компанија из области телекомуникација Ericsson, ради производње мобилних телефона и пропратних додатака. Обе компаније су престале са самосталном производњом мобилних телефона, допуштајући новој компанији да искористи најбоље особине од обе: Sony познаје специфичне жеље корисника, а Ericsson поседује знање у области мобилних технологија. Фебруара 2012, Sony је откупио Ericsson-ове акције у компанији и променио јој име.
Sony Mobile Communications је представио своје производе у марту 2002. и сада већ има потпуну линију производа покривајући сваки аспект тржишта.